# Перейра де Кейрос, Мария Изаура
Мария Изаура Перейра де Кейрос (порт. Maria Isaura Pereira de Queiroz; 26 августа 1918, Сан-Паулу — 29 декабря 2018, там же) — бразильский социолог.

## Биография
Окончила Университет Сан-Паулу (1951). Защитила докторскую диссертацию в Практической школе высших исследований (EPHE; Париж, 1956) под руководством Роже Бастида. В дальнейшем тесно сотрудничала с Роже Бастидом, выступала с ним в соавторстве, работала в русле его идей о роли воображения, праздника и праздничного экстаза, мессианизма в традиционной и современной культуре. Сотрудничала также с Альфредом Метро. Основала при университете Сан-Паулу Центр исследований села и города, который возглавила. Приглашённый профессор во Франции, Бельгии, Канаде, Сенегале. С 1990 года — почётный профессор Университета Сан-Паулу.

## Избранные труды
- Священная война в Бразилии/ A Guerra Santa no Brasil: o movimento messiânico no Contestado (1957, по материалам диссертации)
- Социология и фольклор/ Sociologia e folclore: a dança de São Gonçalo num povoado bahiano (1958)
- Мессианизм в Бразилии и в мире/ O messianismo no Brasil e no Mundo (1965)
- Bairros rurais paulistas: estudo sociológico (1967)
- Реформа и революция в традиционных обществах/ Réforme et Révolution dans les sociétés traditionnelles (1968)
- Os cangaçeiros: les bandits d’honneur brésiliens (1968)
- Images messianiques du Brésil (1972)
- O campesinato brasileiro (ensaios sobre civilização e grupos rústicos no Brasil) (1973)
- Культура и сельское и городское общество в Бразилии/ Cultura, sociedade rural e sociedade urbana no Brasil (1978)
- История доблестного разбойника/ História do cangaço (1982)
- Бразильский карнавал: жизнь и миф/ Carnaval brasileiro: o vivido e o mito (1992)

## Признание
Премия Жабути по социальным наукам (1966) и др. награды. Член Международной ассоциации франкоязычных социологов (AISLF), первая женщина и представительница Америки (за исключением Канады) в Бюро Ассоциации. Труды переведены на английский, французский, испанский, итальянский и др. языки.